# Maison des associations
Une Maison des associations est une organisation dont le but est d'aider les associations. Elle peut prendre divers nom :
- Maison de la vie associative
- Espace associatif
- Espace 1901
- Maison de la Vie Associative et Citoyenne (à Paris, souvent appelée « MVAC ») ;
- Service de la vie associative ;
- Cité des associations
- …[1],[2].

En France, son action est généralement locale et limité à une commune.

## Formes d'aides
Bien qu'il n'y ait pas de règles sur ses missions, elle peut fournir une aide à la création de l'association encore à l'état de projet ; puis une fois l'organisation créée, elle peut servir de siège social, de lieu de réunion, fournir une aide administrative.

## Forme juridique
Suivant les cas, elle peut avoir la forme d'une association ou d'un service public.